# Czystość
Czystość – w licznych systemach religijnych i obyczajowych cnota, dzięki której człowiek jest zdolny kontrolować swoje pragnienia seksualne i mądrze nimi zarządzać. Wymaga ona panowania nad sobą, formacji charakteru i ducha poświęcenia.

## Cnota chrześcijańska
W chrześcijaństwie czystość jest cnotą uzdalniającą osobę do przeżywania małżeństwa i dziewictwa w sposób moralnie piękny, zgodny z ich dobrem. Jest ona tradycyjnie uznawana za jeden z konkretnych przejawów cnoty umiarkowania.

### Kościół rzymskokatolicki

#### Istota
Istotą cnoty czystości w chrześcijaństwie jest zdolność do zachowania porządku moralnego w miłości, dzięki postawie czci wobec świętości, która obecna jest w sakramencie małżeństwa oraz w życiu w dziewictwie poświęconym Chrystusowi. Cześć ta ma naturę religijną, duchową. Według Augustyna z Hippony jest ona możliwa wyłącznie dzięki wierze.

#### W różnych stanach
W katolicyzmie wszyscy wierzący powołani są do życia w czystości, w sposób zależny od stanu, w jakim żyją:
- w przypadku małżonków polega na współżyciu seksualnym wyłącznie w obrębie małżeństwa (nierozerwalnego i monogamicznego związku osób różnych płci), nadaniu mu pełni różnorodnych znaczeń, na przeciwstawieniu się wszelkiej formie banalizacji i instrumentalizacji drugiej osoby oraz na otwartości na życie, zgodnie z wolą Bożą;
- dla narzeczonych oznacza powstrzymywanie się od współżycia seksualnego przed zawarciem sakramentu małżeństwa (czystość przedmałżeńska);
- od osób bezżennych wymaga się całkowitego powstrzymania się od współżycia seksualnego i wysublimowania seksualności, czyli nastawienia jej na jakość afektywną i duchowość[4].

Praktyczne zastosowanie czystości musi się liczyć ze zróżnicowaniem ludzkich sytuacji i z gotowością do akceptowania etapów wzrastania, które nie są dla wszystkich identyczne i które muszą być wspomagane działaniem łaski Bożej. Czystość nie dotyczy jednak tylko zewnętrznej sfery kontaktów seksualnych, ale przede wszystkim czystości wewnętrznej: serca i umysłu, do czego dążyć trzeba w każdym stanie, wieku i sytuacji życiowej.

### Świadkowie Jehowy
Świadkowie Jehowy uważają, że pojęcie czystości dotyczy czystości fizycznej, umysłowej, moralnej i duchowej (rozumianej jako niedopuszczenie do łączenia nauk biblijnych z innymi, sprzecznymi z Biblią poglądami i praktykami).
Chcą zachowywać czystość, dlatego wystrzegają się m.in.: wszystkich niedozwolonych stosunków płciowych poza obrębem małżeństwa zawartego zgodnie z Biblią (cudzołóstwa, rozpusty). Kategorycznie wystrzegają się mieszkania pod jednym dachem z osobą niebędącą jeszcze partnerem małżeńskim; wystrzegają się życia w konkubinacie, a przedmałżeńskie kontakty seksualne uznają za grzech rozpusty. Uważają, że chcąc być czystym pod względem moralnym należy unikać też niemoralnych rozmów, pornografii, masturbacji. Nie zakazują natomiast antykoncepcji, pod warunkiem, że nie ma ona działania wczesnoporonnego.
Wystrzegają się również innych nieczystości: pijaństwa – samo umiarkowane spożywanie napojów alkoholowych jednak nie jest zakazane, palenia i zażywania tytoniu, zażywania narkotyków i innych środków odurzających, wulgaryzmu oraz jakichkolwiek form okultyzmu (m.in. wróżbiarstwa, spirytyzmu, przesądów, horoskopów, astrologii czy magii) (1 P 1:16; Rz 12:2; 2 Kor 7:1; Pwt 18:9–13; 1 Kor 10:21, 22; Gal 5:20, 21). Przywiązują wagę do schludnego wyglądu – ubioru i fryzury (1 Tm 2:9, 10; 1 Kor 10:31). Unikają rozrywki związanej z przemocą, niemoralnością czy okultyzmem.
Uważają, że wtedy są moralnie czyści, kiedy ich myśli, słowa i czyny są czyste w oczach Jehowy Boga, który w Biblii nakazuje unikać wszelkiego rodzaju nieczystości seksualnej oraz niemoralności. W przypadku, gdy jakiś Świadek Jehowy popełni jakiś poważny grzech, a nie okaże szczerej skruchy i żalu za swoje złe postępowanie, wtedy tzw. komitet starszych złożony ze starszych zboru, pomaga i daje czas na okazanie czasu na okazanie skruchy, gdy tego nie uczyni, może go usunąć ze zboru. Ponieważ dalsze nieczyste, niemoralne postępowanie, miałoby zły wpływ na inne osoby w zborze. Istnieje możliwość ponownego przyjęcia, jeśli zmieni swoje postępowanie (do tego czasu będzie traktowany jak osoba usunięta ze zboru, co oznacza unikanie z nim kontaktów towarzyskich).